# Пруска (област)
Пруска или Прусија (лат. Borussia, Prutenia) је првобитно било подручје насељено од балтичког племена Пруса, касније земља Тевтонског реда, а од 16. века војводство пољских вазала Хоенцолерна, које је 1618. ступило у персоналну унију с Бранденбуршком крајином. Након Шведске победе у рату против Пољске 1660. године, Источна Пруска је добила суверенитет, а од 1701. цела земља постоји као самостална краљевина. Од 1871. до 1945. била је део Немачког царства, а 1947. је престала да постоји одлуком Савезника.

## Опште
Назив Пруска, у касном средњем веку, односио се само на подручје између Западног Поморја и покрајине Курланд (западни део данашње Летоније), које одговара каснијим немачким покрајинама Западна Пруска и Источна Пруска. Од 1466. до 1772. регија је била дељена између Пољске и Тевтонског реда, односно пруских владара из династије Хоенцолерн (Hohenzollern).
У 18. веку, име Пруска поступно почиње да се користи као назив за све земље под влашћу династије Хоенцолерн, укључујући и територију унутар граница Светог римског царства. Након 1866. Краљевина Пруска се, анектирањем суседних државица, проширила на готово целу сјеверну Немачку, па је површински заузимала око две трећине тадашњег Царства. Током времена пруске престолнице су биле Кенигсберг, Потсдам и Берлин.
Моћ и углед Пруске су знатно порасли током 18. века, за време владавине Фридриха II Великог (1740—1786). Тада се уздигла као друга немачка држава по моћи (одмах иза Аустрије) и као пета велика сила Европе. У 19. веку, под вођством канцелара Ота фон Бизмарка, Пруска се нашла као предводница малонемачког плана уједињења и темељ новонасталог Немачког царства.
Пруске националне боје су црна и бела, а потичу од одела витезова Тевтонског реда који су на белим огртачима имали црне крстове. У комбинацији са црвеном и белом (бојама ханзеатских градова Бремена, Хамбурга и Либека) 1867. настала је црно-бело-црвена трговачка застава Севернонемачког савеза која је 1871. постала застава Немачког царства (црвена је тада интерпретирана као царска боја). Пруски национални мото од времена реформације био је „Suum cuique“ (срп. свакоме своје).
- Фридрих II Велики
- Фридрих Вилхелм III
- Ото фон Бизмарк